# Stéphane Buckland
Stéphane Buckland, ibland Stéphan Buckland, född 20 juni 1977 är friidrottare (200 meter) från Mauritius
Han har kommit sexa, femma och femma vid VM 2001, VM 2003 respektive VM 2005. Därutöver har han en sjätteplats vid OS 2004 i Aten och ett silver vid Samväldesspelen 2006.